# Andreas Althamer
Andreas Althamer (Brenz, 1500 – Ansbach, 1539) è stato un teologo tedesco.
Sacerdote a Gmünd (1524) si convertì al protestantesimo e divenne pastore protestante ad Eltersdorf (1527) e ad Ansbach (1528), dove divenne organizzatore generale del movimento luterano.

## Opere
- Von dem hochwirtigen Sacrament. Augsburg 1526 online[collegamento interrotto]
- Von der Erbsund. Nürnberg 1527 online[collegamento interrotto]
- "Diallage, hoc est conciliatio locorum scripturae qui prima facie inter se pugnare videntur", 1527
- "Catechismus. Das ist Unterricht zum christlichen Glauben, wie man die Jugend lehren und ziehen soll, in Frageweis und Antwort gestellt", 1528
- „Silva biblicorum nominum, qua virorum, mulierum, populorum, civitatum etc. propria vocabula, quorum in sacris bibliis mentio explicantor“, 1630
- "Kommentar zu Tacitus Germania", 1529; eine erweiterte zweite Auflage erschien 1536 in Nürnberg unter dem Titel "Commentaria Germaniae in P. Cornelii Taciti Equitis Rom."
- Diallage, hoc est, conciliatio locorum Scripturae. ...; Conciliationes locorum scripturae, qui specie tenus inter se pugnare videntur, Nürnberg 1544 online